# Anne with an E
Anne with an E (bra: Anne with an E; prt: Ana com A) é uma série de televisão canadense adaptada da obra clássica da literatura infantil de 1908, Anne of Green Gables, de Lucy Maud Montgomery. A série foi modelada pela escritora e produtora vencedora do Emmy, Moira Walley-Beckett. É estrelada por Amybeth McNulty como a órfã Anne Shirley, Geraldine James como Marilla Cuthbert, R. H. Thomson como Matthew Cuthbert, Dalila Bela como Diana Barry e Lucas Jade Zumann como Gilbert Blythe. Foi ao ar pelo canal canadense CBC, e está disponível mundialmente pela Netflix, porém foi cancelada, o que causou grande revolta dos fãs da série. A primeira temporada consiste em sete episódios, com Niki Caro dirigindo o primeiro episódio de uma hora e meia. 
Foi lançada em 19 de março de 2017, sendo exibida semanalmente até 30 de abril. A série foi disponibilizada na Netflix em 12 de maio do mesmo ano. Em 3 de agosto de 2017, a CBC e a Netflix renovaram a série para uma segunda temporada de 10 episódios, que estreou na Netflix em 6 de julho de 2018 e na CBC em 23 de setembro de 2018 até 18 de novembro.
A CBC adotou o título Anne with an E (inicialmente intitulada Anne na primeira temporada) a partir da segunda temporada. Em agosto de 2018, a CBC e a Netflix renovaram a série para uma terceira temporada de 10 episódios, que foi ao ar semanalmente em 22 de setembro de 2019 até 24 de novembro, na CBC. No dia 25 de novembro, a Netflix anunciou que a terceira temporada da série seria a última, pois a série foi cancelada pela CBC após três temporadas, que foram estreadas na Netflix em 3 de janeiro de 2020.
Anne with an E recebeu críticas positivas e ganhou o Canadian Screen Award de Melhor Série Dramática em 2017 e 2018. A série abordou uma série de questões como orfandade, abandono de crianças, trauma psicológico, questões sociais como pressão por conformidade, desigualdade de gênero, racismo, homofobia, religião e liberdade de expressão.

## Enredo
Anne with an E é uma história de amadurecimento sobre uma garota de fora que, contra todas as probabilidades e numerosos desafios, luta por amor e aceitação e por seu lugar no mundo. A série é centrada em uma jovem órfã no final da década de 1890, que, depois de uma infância abusiva passada em orfanatos e casas de estranhos, é enviada por engano para viver com dois irmãos, uma senhora mais velha e um senhor, seu irmão mais novo, ambos solteiros. Com o tempo, Anne, de 13 anos, resumirá sua vida em uma grande aventura com seus amigos, familiares e conhecidos.

## Elenco
| Ator/Atriz           | Personagem                | 1ª Temporada | 2ª Temporada | 3ª Temporada |
| -------------------- | ------------------------- | ------------ | ------------ | ------------ |
| Amybeth McNulty      | Anne Shirley-Cuthbert     | Principal    | Principal    | Principal    |
| Geraldine James      | Marilla Cuthbert          | Principal    | Principal    | Principal    |
| R.H. Thomson         | Matthew Cuthbert          | Principal    | Principal    | Principal    |
| Dalila Bela          | Diana Barry               | Principal    | Principal    | Principal    |
| Lucas Jade Zumann    | Gilbert Blythe            | Principal    | Principal    | Principal    |
| Corrine Koslo        | Rachel Lynde              | Principal    | Principal    | Principal    |
| Aymeric Jett Montaz  | Jerry Baynard             | Principal    | Principal    | Principal    |
| Cory Grüter-Andrew   | Cole Mackenzie            | Ausente      | Principal    | Principal    |
| Dalmar Abuzeid       | Sebastian "Bash" Lacroix  | Ausente      | Principal    | Principal    |
| Kyla Matthews        | Ruby Gillis               | Principal    | Principal    | Principal    |
| Miranda McKeon       | Josie Pye                 | Principal    | Principal    | Principal    |
| Joanna Douglas       | Miss/Srta. Muriel Stacy   | Ausente      | Principal    | Principal    |
| Cara Ricketts        | Mary Lacroix              | Ausente      | Principal    | Participação |
| Christian Martyn     | Billy Andrews             | Principal    | Principal    | Principal    |
| Ella Farlinger       | Priscila "Prissy" Andrews | Principal    | Principal    | Principal    |
| Kiawenti:io Tarbell  | Ka'kwet (Hannah)          | Ausente      | Ausente      | Principal    |
| Ashleigh Stewart     | Winifred "Winnie" Rose    | Ausente      | Ausente      | Principal    |
| Jacob Horsley        | Charlie Sloane            | Principal    | Principal    | Principal    |
| Helen Johns          | Eliza Barry               | Principal    | Principal    | Principal    |
| Ryan Kiera Armstrong | Minnie May Barry          | Principal    | Principal    | Principal    |

## Episódios
| Temporada | Temporada | Episódios | Episódios | Originalmente exibido  | Originalmente exibido  | Data de lançamento da Netflix |
| Temporada | Temporada | Episódios | Episódios | Estreia da temporada   | Final da temporada     | Data de lançamento da Netflix |
| --------- | --------- | --------- | --------- | ---------------------- | ---------------------- | ----------------------------- |
|           | 1         | 7         | 7         | 19 de março de 2017    | 30 de abril de 2017    | 12 de maio de 2017            |
|           | 2         | 10        | 10        | 23 de setembro de 2018 | 18 de novembro de 2018 | 6 de julho de 2018            |
|           | 3         | 10        | 10        | 22 de setembro de 2019 | 24 de novembro de 2019 | 3 de janeiro de 2020          |

### 1.ª Temporada (2017)
A primeira temporada foi ao ar pela primeira vez na CBC em 19 de março de 2017. Ela estreou na Netflix em 12 de maio de 2017. Os títulos da temporada são citações de Charlotte Brontë, Jane Eyre.
| N.º na série | N.º na temp. | Título Original Título no Brasil                                          | Dirigido por      | Escrito por          | Exibição original   |
| --- | ------------ | ------------------------------------------------------------------------- | ----------------- | -------------------- | ------------------- |
| 1 | 1            | "Sua Determinação Dita Seu Destino" "Your Will Shall Decide Your Destiny" | Niki Caro         | Moira Walley-Beckett | 19 de março de 2017 |
| Anne Shirley, uma órfã falante de 13 anos com uma imaginação brilhante, fica muito feliz quando é adotada. Mas quando ela chega a Green Gables, ela descobre que foi um erro. Marilla e Matthew Cuthbert, os irmãos mais velhos que administram a fazenda, haviam chamado um menino. Enquanto Matthew imediatamente gosta da garota, Marilla está decidida a mandá-la de volta, mas muda de ideia quando ela tem um vislumbre do que seria a vida de Anne. Ela concorda com o período de teste de uma semana e Anne está determinada a mostrar aos Cuthbert's que ela será útil na fazenda. Quando a vizinha, Rachel Lynde, a chama de caseira, magra e ruiva, ela perde a paciência. Marilla diz que Anne deve se desculpar; ela está determinada a não fazê-lo, pois não se arrepende, mas Matthew a convence a pedir perdão à Sra. Lynde, o que ela faz de maneira dramática. Matthew contrata um garoto francês para ajudar no trabalho agrícola. Quando Anne e Marilla são convidadas para tomar um chá pelos Barry's, Anne conhece sua filha Diana e elas juram ser melhores amigas para todo o sempre. Ao voltar para casa, Marilla pede a Anne que guarde seu cachecol e um broche precioso, com o qual Anne brinca. Quando Marilla não encontra o broche mais tarde, suspeita que Anne o tenha roubado e a confronta. Anne insiste que não pegou, mas quando Marilla ameaça mandá-la embora se ela não confessar, ela diz que a perdeu enquanto brincava com ela lá fora. Para encontrar o broche mais tarde, ela suspeita que Anne o tenha roubado e a confronta. Anne insiste que não pegou, mas quando Marilla ameaça mandá-la embora se ela não confessar, ela diz que a perdeu enquanto brincava com ela lá fora. Para encontrar o broche mais tarde, ela suspeita que Anne o tenha roubado e a confronta. Anne insiste que não pegou, mas quando Marilla ameaça mandá-la embora se ela não confessar, ela diz que a perdeu enquanto brincava com ela lá fora. Anne é mandada de volta, mas Marilla descobre que o broche havia deslizado nas almofadas de sua cadeira. Ela chama Matthew, que corre para conversar com Anne, mas ele chega à estação logo após o trem com Anne partir. |              |                                                                           |                   |                      |                     |
| 2 | 2            | "Sou Livre e Nada me Prende" "I Am No Bird, and No Net Ensnares Me"       | Helen Shaver      | Moira Walley-Beckett | 26 de março de 2017 |
| Atormentada com as lembranças de ser intimidada lá, Anne chega ao orfanato, enquanto Matthew tenta alcançá-la. Marilla, preocupada e ansiosa com Green Gables, quer ir atrás deles, mas a Sra. Lynde a convence a ficar em casa. Enquanto isso, Anne dormiu fora do orfanato e convence um leiteiro a levá-la com ele. Quando Matthew chega ao orfanato, a matrona diz que Anne não voltou. Ele pede uma carona ao leiteiro e é informado onde encontrar Anne. Eles se reúnem na estação de trem, onde Anne recita poemas de mudança. Ela reluta em voltar para casa com ele, mas quando Matthew a chama de filha, ela o abraça. Os três participam de um piquenique na igreja, onde Anne foge depois de ouvir os comentários odiosos das pessoas da cidade. Marilla vai atrás dela e pede perdão. Os Cuthbert's pedem que Anne tome seu nome assinando a Bíblia da família, o que ela faz com entusiasmo. |              |                                                                           |                   |                      |                     |
| 3 | 3            | "Obstinada Como a Juventude" "But What Is So Headstrong as Youth?"        | Sandra Goldbacher | Moira Walley-Beckett | 2 de abril de 2017  |
| Anne está animada para começar a escola e fazer amigos, mas não está preparada para o bullying que ocorre quando ela não se encaixa. Marilla também testa novas águas ao aceitar um convite para ingressar no grupo "Mães Progressistas". |              |                                                                           |                   |                      |                     |
| 4 | 4            | "Um Tesouro Vindo da Alma" "An Inward Treasure is Born"                   | David Evans       | Moira Walley-Beckett | 9 de abril de 2017  |
| Anne é confrontada com a decisão de retornar ou não à escola. Mas um incêndio na casa de Gillis e as ações inteligentes e engenhosas de Anne a ajudam em sua escolha. |              |                                                                           |                   |                      |                     |
| 5 | 5            | "Um Laço de Amizade" "Tightly Knotted to a Similar String"                | Patricia Rozema   | Moira Walley-Beckett | 16 de abril de 2017 |
| Anne deve lidar com a triste inevitabilidade da feminilidade quando ela começa s sua primeira menstruação. Ao mesmo tempo, Marilla e Matthew se acostumam à paternidade e revisitam momentos de sua juventude através de Anne. |              |                                                                           |                   |                      |                     |
| 6 | 6            | "O Remorso é o Veneno da Vida" "Remorse Is the Poison of Life"            | Paul Fox          | Moira Walley-Beckett | 23 de abril de 2017 |
| Quando sua irmãzinha adoece, Diana corre para pedir ajuda a Anne. Enquanto isso, a fazenda Blythe vê mudanças, enquanto Marilla é lembrada do que desistiu e Matthew recebe algumas notícias perturbadoras |              |                                                                           |                   |                      |                     |
| 7 | 7            | "Onde Você Estiver, Será Meu Lar" "Wherever You Are Is My Home"           | Amanda Tapping    | Moira Walley-Beckett | 30 de abril de 2017 |
| Os Cuthbert's prometem fazer o que for preciso para salvar a fazenda, o que lembra Anne da força da amizade e do amor. |              |                                                                           |                   |                      |                     |

### 2.ª Temporada (2018)
A segunda temporada inteira estreou na Netflix em 6 de julho de 2018, antes de estrear na CBC em 23 de setembro de 2018. Os títulos da temporada são citações de George Eliot, Middlemarch.
| N.º na série | N.º na temp. | Título Original Título no Brasil | Dirigido por   | Escrito por          | Exibição original  |
| --- | ------------ | --- | -------------- | -------------------- | ------------------ |
| 8 | 1            | "Ser Jovem é Ter Esperança" "Youth is the Season of Hope"                                                                                | Helen Shaver   | Moira Walley-Beckett | 6 de julho de 2018 |
| Os pensionistas dos Cuthbert's despertam entusiasmo com uma pergunta: poderia haver ouro em Avonlea? Nate oferece ajuda aos moradores de Avonlea em testar seu solo em busca de ouro por US $ 150 por propriedade. Em outros lugares, Gilbert faz um novo amigo no mar. Anne, Marilla e Matthew fazem uma viagem à praia. |              | |                |                      |                    |
| 9 | 2            | "Pequenos Detalhes são Mensuráveis, Significados são Infinitos" "Signs are Small Measurable Things, but Interpretations are Illimitable" | Paul Fox       | Shernold Edwards     | 6 de julho de 2018 |
| O navio pousa em Trinidad, colocando Bash frente a frente com sua mãe e seu passado. Os Barry's ficam atrás da corrida do ouro, mas Matthew e Marilla decidem não gastar os US $ 150 para ter suas terras testadas em busca de ouro. |              | |                |                      |                    |
| 10 | 3            | "O que Importa é o que está Dentro" "The True Seeing is Within"                                                                          | Ken Girotti    | Kathryn Borel, Jr.   | 6 de julho de 2018 |
| Anne vai com os Barry's para Charlottetown. Lá, ela e Diana investigam as reivindicações de ouro em Avonlea, e são informadas por um jornalista que uma fraude como essa aconteceu em outra parte do Canadá há alguns anos atrás, e reivindicações de ouro em Avonlea, também são provavelmente falsas. Anne tenta avisar os Barry's sobre isso, mas é severamente rejeitada. Barry dá todo o dinheiro a Nate, que agora planeja sair com Dunlop. Anne avisa Marilla sobre Nate e o Sr. Dunlop, mas eles a ouvem e os amarram. Eles escapam e notificam Matthew do que aconteceu, e ele e seus vizinhos cavalgam para tentar pegá-los. O Sr. Dunlop é pego, mas Nate escapa com todo o dinheiro. |              | |                |                      |                    |
| 11 | 4            | "A Ansiedade Dolorida da Esperança em Vão" "The Painful Eagerness of Unfed Hope"                                                         | Anne Wheeler   | Jane Maggs           | 6 de julho de 2018 |
| Fingindo que é Matthew, Anne escreve cartas para Jeannie para tentar reacender um romance. Matthew finalmente descobre e diz a Anne como ele está magoado com o que ela fez, o que a arrasa. Matthew conhece Jeannie na cidade e conta sobre o ardil de Anne, mas ele quer passar os anos restantes criando Anne. Diana e Minnie May estão sendo treinadas por sua mãe sobre como ser uma dama, o que causa uma tremenda tensão em sua casa. Uma mulher grávida precisa da ajuda de Gilbert para dar à luz. |              | |                |                      |                    |
| 12 | 5            | "Os Atos Que Determinaram a Vida Dela" "The Determining Acts of Her Life"                                                                | Norma Bailey   | Amanda Fahey         | 6 de julho de 2018 |
| Um jogo de girar a garrafa gera perguntas ardentes sobre amor e beleza. Anne e Cole se unem sobre suas diferenças enquanto Gilbert volta para Avonlea, trazendo Bash. |              | |                |                      |                    |
| 13 | 6            | "Eu me Recuso a Qualquer Conclusão Definitiva" "I Protest Against Any Absolute Conclusion"                                               | Ken Girotti    | Naledi Jackson       | 6 de julho de 2018 |
| Anne encara o mundo com cabelos muito curtos, depois de estragá-lo tentando o tingir. A cidade se prepara para sua pantomima anual de Natal, e Anne é inesperadamente escolhida para um dos papéis principais no último minuto. Gilbert e Bash se juntam aos Cuthbert's para o jantar de Natal. Um Billy ciumento faz Cole cair, e acaba quebrando o pulso. |              | |                |                      |                    |
| 14 | 7            | "Lembranças podem Variar tanto quanto o Humor" "Memory Has as Many Moods as The Temper"                                                  | Anne Wheeler   | Jane Maggs           | 6 de julho de 2018 |
| Cole acompanha as meninas à casa de tia Josephine para uma festa luxuosa cheia de surpresas. De volta a casa, Marilla começa a ter dores de cabeça debilitantes e teme que ela seja um fardo para Anne como sua mãe era para ela. |              | |                |                      |                    |
| 15 | 8            | "Na Luta contra as Evidências" "Struggling Against the Perception of Facts"                                                              | Amanda Tapping | Shernold Edwards     | 6 de julho de 2018 |
| Marilla vê um oculista e recebe novos óculos de leitura. Bash encontra o racismo em Avonlea e conhece uma mulher em "The Bog", um lugar próximo onde todos os negros da região parecem viver. Marilla compra de volta uma herança de sua família que vê exibida em uma loja de penhores local. Depois de ser informado pelo Sr. Phillips que ela não pode ir para a faculdade depois do casamento, Prissy o deixa no altar no dia do casamento. |              | |                |                      |                    |
| 16 | 9            | "O que Fomos Faz Parte Daquilo que Somos" "What We Have Been Makes Us What We Are"                                                       | Paul Fox       | Moira Walley-Beckett | 6 de julho de 2018 |
| A nova professora, Srta. Stacy traz métodos não convencionais - e uma moto - para a Avonlea. O plano de Gilbert de acelerar seus estudos, deixa Bash perdido. Anne está apaixonada pela nova professora, porque sente que a senhorita Stacy é um espírito afim. Os meninos que intimidaram Cole, se deparam com seu prédio secreto na floresta e o destroem junto com todas as suas esculturas. Cole percebe que provavelmente é Billy, volta para a escola, e briga com ele. Anne está extremamente chateada e consumida com a armadilha montada por Matthew para pegar sua amada raposa. |              | |                |                      |                    |
| 17 | 10           | "O Que Há de Bom no Mundo" "The Growing Good of the World"                                                                               | Paul Fox       | Moira Walley-Beckett | 6 de julho de 2018 |
| Uma reunião na prefeitura é convocada para decidir o destino da senhorita Stacy, mas Anne e suas amigas demonstram seu amor e necessidade por ela, e a cidade vota para manter a senhorita Stacy, como professora de Avonlea. Tia Josephine permite que Cole fique com ela em Charlottetown. Bash e Mary se casam. |              | |                |                      |                    |

### 3.ª Temporada (2019)
A terceira temporada foi ao ar pela primeira vez na CBC em 22 de setembro de 2019. Ela estreou na Netflix em 3 de janeiro de 2020. Os títulos da temporada são citações de Mary Shelley, Frankenstein.
| N.º na série | N.º na temp. | Título Original Título no Brasil                                                                     | Dirigido por   | Escrito por                    | Exibição original      |
| --- | ------------ | --- | -------------- | ------------------------------ | ---------------------- |
| 18 | 1            | "Um Segredo que Eu Pedi" "A Secret Which I Desired to Divine"                                        | Anne Wheeler   | Moira Walley-Beckett           | 22 de setembro de 2019 |
| Quando o décimo sexto aniversário de Anne se aproxima, ela se vê desejando saber mais sobre sua linhagem, o que surpreende e aflige Matthew e Marilla. No entanto, eles concordam em deixá-la voltar ao orfanato para aprender mais, desde que seja acompanhada. Mary e Bash têm uma filha, e Marilla vem três vezes por semana para ajudá-los. Diana está chateada que seus pais não a deixem estudar no Queens no próximo ano com o resto de suas amigas. Anne escreve um artigo sobre uma tribo indígena local e faz amizade com uma das meninas de lá. |              | |                |                                |                        |
| 19 | 2            | "Não Entendo o Que Minha Alma Diz" "There is Something at Work in My Soul Which I Do Not Understand" | Kim Nauyen     | Jane Maggs                     | 29 de setembro de 2019 |
| A busca de Anne a leva de volta ao orfanato, mas eles não têm registros de seus pais. Cole sugere que voltem na semana seguinte e vão à igreja local para ver se têm alguma informação sobre os pais de Anne. Enquanto isso, Elijah visita Avonlea, mas se ressente de Mary ter um bebê novo e fica bêbado. Mais tarde, ele acaba saindo e rouba alguns objetos de valor de Gilbert. Gilbert conhece uma bela jovem chamada Winifred Rose. |              | |                |                                |                        |
| 20 | 3            | "Um Coração Determinado" "What Can Stop the Determined Heart"                                        | Anne Wheeler   | Shernold Edwards               | 6 de outubro de 2019   |
| Mary é diagnosticada com sepse, e o médico lhe dá apenas 1-2 semanas de vida. Em resposta a isso, a comunidade de Avonlea, surpreende Mary na Páscoa com uma grande festa na residência dos Barry's. |              | |                |                                |                        |
| 21 | 4            | "Espero Encontrá-la em Outro Mundo" "A Hope of Meeting You in Another World"                         | Norma Bailey   | Tracey Deer                    | 13 de outubro de 2019  |
| Matthew permite que Anne continue sua busca por informações sobre seus pais biológicos, apesar das dúvidas de Marilla. Ao fazer sua pesquisa, Anne descobre que eles morreram quando ela era bebê, e que eles eram originalmente da Escócia. Bash tenta entregar a carta de Mary a Elijah, mas eles acabam brigando. Ka'kwet está animada por frequentar uma escola canadense para indianos, mas fica muito infeliz quando está lá. Diana finge uma lesão no tornozelo para passar um tempo longe dos pais. |              | |                |                                |                        |
| 22 | 5            | "Sou Determinada e Empoderada" "I Am Fearless and Therefore Powerful"                                | Paul Fox       | Naledi Jackson                 | 20 de outubro de 2019  |
| As crianças da escola praticam a próxima dança do celeiro da County Fair, trazendo à tona ansiedades românticas. As meninas são atormentadas por medos sobre casamento e maternidade. Gilbert escreve um obituário para Mary no jornal da escola. Jerry leva Diana para casa da escola, e um romance em potencial começa. |              | |                |                                |                        |
| 23 | 6            | "O Que Eu Mais Quero" "The Summit of My Desires"                                                     | Norma Bailey   | Armanda Fahey                  | 27 de outubro de 2019  |
| Avonlea hospeda a Feira do Condado de Island. Jerry e Diana se aproximam, enquanto Anne ciumenta ataca Gilbert quando o vê com Winifred Rose. Enquanto isso, Billy mancha a reputação de Josie. |              | |                |                                |                        |
| 24 | 7            | "Esforço Pelo Bem" "A Strong Effort of the Spirit of Good"                                           | Paul Fox       | Kathryn Borel, Jr              | 3 de novembro de 2019  |
| O artigo de opinião de Anne, não é recebido exatamente como planejado, e os anciãos da cidade proíbem Anne do jornal e os orientam sobre o que eles podem e não podem escrever. Em protesto, Anne organiza um tipo de manifestação com suas amigas, alegando que elas devem ter liberdade de expressão. Anne e Diane brigam entre si e não são mais amigas. |              | |                |                                |                        |
| 25 | 8            | "Mudança Boa e Repentina" "Great and Sudden Change"                                                  | Amanda Tapping | Jane Maggs                     | 10 de novembro de 2019 |
| Os anciãos da cidade secretamente queimam a escola e pegam sua impressora. A Sra. Lynde percebe que eles fizeram isso e ameaça contar a todos, a menos que mais três mulheres sejam adicionadas ao conselho da cidade. Os alunos fazem os exames de admissão do Queens, incluindo Diana, incentivada por sua tia Josephine a fazer o exame. Ka'kwet foge de seu colégio interno, e volta para sua aldeia. A mãe de Bash vem a Avonlea para ajudar a cuidar do bebê. O Sr. Rose dá permissão a Gilbert para se casar com sua filha e sugere que ele ajudará a pagar por sua educação médica em Paris. Antes de prosseguir com sua proposta para Winifred, Gilbert fala com Anne para ver se ela pode querer estar com ele, mas Anne não sabe o que fazer e o dispensa. Diana e Anne fazem as pazes e se tornam amigas novamente. |              | |                |                                |                        |
| 26 | 9            | "Uma Escuridão Assustadora" "A Dense and Frightful Darkness"                                         | Paul Fox       | Tracey Deer & Shernold Edwards | 17 de novembro de 2019 |
| As autoridades voltam para a vila indiana, e removem à força Ka'kwet e a trazem de volta à escola. Matthew e Anne, viajam com os pais de Ka'kwet para trazê-la de volta, mas não conseguem. Anne escreve seus sentimentos por Gilbert em uma nota, mas a nota é extraviada e Gilbert nunca a lê. Em vez disso, ele viaja para Charlottetown para propor Winifred. Bash e sua mãe discutem sobre suas diferenças. |              | |                |                                |                        |
| 27 | 10           | "De Coração para Coração" "The Better Feeling of My Heart"                                           | Amanda Tapping | Moira Walley-Beckett           | 24 de novembro de 2019 |
| A maioria dos estudantes passa no teste de aceitação no Queen's College. Diana também é aceita, mas leva algum tempo até que seus pais a permitam participar. Gilbert acaba dizendo a Winifred que não pode pedir que ela se case com ele, pois ele está apaixonado por outra pessoa. Enquanto isso, Anne rasga uma nota sem ler, onde Gilbert professa seu amor por ela. Marilla e Matthew, ajudam Anne a se reconectar com informações sobre seus pais. Bash e sua mãe, decidem deixar um Elijah recém-sóbrio e profundamente sério ficar com eles. Anne e Gilbert, finalmente descobrem os sentimentos um do outro e prometem manter contato enquanto ela estiver no Queen's College e ele na Universidade de Toronto. |              | |                |                                |                        |

## Produção

### Desenvolvimento
As empresas de produção estão listadas como Northwood Anne, Northwood Entertainment e Canadian Broadcasting Corporation. As produtoras executivas são Miranda de Pencier e a criadora da série, Moira Walley-Beckett.
De acordo com de Pencier, a adaptação do romance para esta série de televisão pretendia fornecer uma aparência diferente em comparação com as produções anteriores; eles buscavam um "nível documental de realismo", como refletido no extraordinário detalhe que foi colocado no design de cenários e figurinos.
A produção da terceira temporada começou em março de 2019.

### Equipe técnica
Além do programa em si ter um número maior de personagens femininas do que masculinos, diversas mulheres foram produtoras executivas e showrunners, a série tem várias diretoras femininas. Cada roteirista da série também é mulher; a showrunner Moira Walley-Beckett escreveu o roteiro de toda a primeira temporada e foi acompanhada por uma equipe de escritoras nas temporadas 2 e 3.

### Audição
Aproximadamente 1800 meninas em três continentes, audicionaram para o papel de Anne Shirley. Amybeth McNulty foi escolhida por sua capacidade de diálogo que é "incrivelmente espessa, dinâmica e linda", de acordo com Miranda de Pencier. A criadora e roteirista Moira Walley-Beckett, a descreve como "luminosa", transparente, inteligente, com alma e emocional. De acordo com uma entrevista com Amybeth McNulty, uma canadense irlandesa cuja carreira no palco incluiu papéis em Annie, The Sound of Music e Oliver!, e nas telas em Agatha Raisin e Clean Break, sua audição para Anne "consistia em conversar com árvores, conversar com flores e construir tronos de gravetos."

### Filmagens
A série foi ocasionalmente filmada na Ilha do Príncipe Eduardo, mas, por razões orçamentárias, foi filmada principalmente no sul de Ontário, em um estúdio de Toronto, em locais ao ar livre em/ou perto de Toronto, incluindo a Black Creek Pioneer Village, na região de Waterloo em locais incluindo Doon Pioneer Village, Castle Kilbride, New Hamburg, Cambridge, e em comunidades como Millbrook, Pickering, Hamilton e Caledon.

### Música
O tema de abertura é a música "Ahead by a Century", interpretada e originalmente composta pela banda canadense The Tragically Hip. "Ahead by a Century" se encaixa perfeitamente com a temática da série, valendo comparar a letra da música com os acontecimentos da série. A partitura da série é composta por Amin Bhatia e Ari Posner.

## Temas
Enquanto "muitos momentos clássicos [da série] são devidamente recriados", Walley-Beckett construiu Anne with an E com "uma corrente mais escura" do que as adaptações anteriores de Anne of Green Gables. Ela imaginou Anne como uma anti-heroína, adicionando histórias de fundo originais à sua adaptação que enfatizava o impacto do bullying, discriminação de classe, isolamento social e consequente TEPT na construção da personagem de Anne (temas sugeridos, mas nunca elaborados na série original). Walley-Beckett afirma ainda: "Nos dias de hoje, temas de identidade, preconceito, bullying, se sentir deslocado, buscar uma forma de ser aceito e como pertencer à sociedade são inteiramente atuais e superelevantes, e esses são temas que fazem parte da história de Anne Shirley. Ela passou a chamar Anne Shirley de "feminista acidental", e como ela "realmente queria contar essa história agora".
Amybeth McNulty (atriz que interpreta Anne) também afirmou que, "as pessoas podem pensar que [as novas cenas] são bastante explícitas... Mas acho que era hora de ser honesto."

### 2.ª Temporada
Para a segunda temporada, de acordo com o que ela chamou de "plano mestre", Walley-Beckett apresentou um personagem inteiramente novo, Bash, para refletir a diversidade racial presente em e ao redor de Charlottetown na época da série, com o objetivo de representar uma comunidade ausente de adaptações anteriores, conseguindo isso fazendo com que Gilbert viajasse em um navio a vapor e se encontrasse com o novo personagem em Trinidad: "Bash é o veículo para explorar a intolerância e a desigualdade, ainda mais quando ele vai para um tipo de comunidade chamada The Bog, quando ele descobre que outras pessoas negras vivem lá". Walley-Beckett explicou: "The Bog é a comunidade que fica nos arredores de Charlottetown, onde pessoas negras eram marginalizadas e tinham sua própria comunidade lá".

### 3.ª Temporada
Na terceira temporada, temas como identidade, feminismo, bullying e paridade de gênero foram explorados. A terceira temporada também se concentrou em escolas residenciais e tratamento de povos indígenas na história do Canadá.

## Lançamento
A série estreou inicialmente em 19 de março de 2017, na CBC e foi ao ar semanalmente, tendo seu episódio final indo ao ar em 30 de abril de 2017. A série estreou na Netflix em 12 de maio de 2017, sob o título Anne with an E.
Em 3 de agosto de 2017, a CBC e a Netflix renovaram a série para uma segunda temporada de 10 episódios, que estreou na Netflix em 6 de julho de 2018, e na CBC em 23 de setembro de 2018. A CBC adotou o nome Anne with an E no começo da segunda temporada.
Em agosto de 2018, a CBC, junto com a Netflix, renovaram a série para uma terceira temporada de 10 episódios, que estreou em 22 de setembro de 2019, na CBC e foi lançada na Netflix em 3 de janeiro de 2020.

### Cancelamento
A presidente da CBC, Catherine Tait, afirmou em outubro de 2019 que não se envolveria mais em coproduções com a Netflix, pois constituem acordos "que prejudicam a viabilidade de longo prazo de nossa indústria nacional". Um dia após a terceira temporada ter concluído sua maratona canadense e apesar das declarações da CBC anteriormente expressando "sem dúvida que os canadenses continuarão a se apaixonar por esta bela e emocionante série nas temporadas que virão", a Netflix e a CBC anunciaram o cancelamento da série na manhã seguinte, ao final da terceira temporada, que foi ao ar no Canadá, divulgando o lançamento da terceira temporada na Netflix como a "temporada final" da série.
Motivos alternativos para o cancelamento foram dados em 27 de novembro em resposta a uma campanha do Twitter para salvar a série, ou seja, a falta de crescimento da audiência na faixa de 25–54 anos, onde os fãs no Twitter e no Facebook desafiaram questionando como a CBC rastreia as idades dos espectadores. Apesar da CBC indicar que a Netflix concordou que a terceira temporada seria a última da série, os fãs começaram uma campanha online e offline, em grande parte liderada por fãs do Twitter através da hashtag #renewannewithane (#renoveannewithane, em tradução literal). Uma petição foi iniciada por fãs para protestar contra o cancelamento da série, e os fãs também fizeram um financiamento coletivo para erigir outdoors em Toronto e Nova York. O ator canadense Ryan Reynolds e o cantor inglês Sam Smith também tweetaram em apoio à série.

## Recepção

### Resposta da crítica
Palak Jayswal dá a cinco séries inteiras de cinco estrelas e observa que, embora as obras clássicas da literatura muitas vezes sejam deixadas intactas, Anne with an E oferece um estudo de caso útil de quando "o remake de um clássico é feito melhor que o original". Ela sugere que, embora "a adaptação à Netflix seja brutal", seu retrato é "realista de como era a vida durante o período de tempo para uma garota órfã". Assim, ela afirma que, "a razão pela qual esse programa é tão bem-sucedido, é sua capacidade de não apenas dar vida à história original, mas de adicioná-la de uma maneira verdadeiramente autêntica". Erin Maxwell concorda, argumentando que, em contraste com Tiger King, "Anne with an E pode ser o programa de TV mais saudável e envolvente sobre o qual ninguém está falando nos EUA. Mas é definitivamente um programa que precisa ser consumido, discutido e re-assistido da mesma forma que é apreciado". Ela também observa que, embora "haja mudanças ocasionais na narrativa e tentativas de serem “acordadas”, mas sabiamente não atrapalha muito a história original". Chad Jones qualifica toda a série como uma adaptação "legal" do romance, observando que "a música tema de The Tragically Hip" serve para a variedade de questões oportunas - racismo, feminismo, bullying - que podem ter sido sugeridas no livro, mas que definitivamente foram trazidas à tona pela criadora Moira Walley-Beckett, esse não é o “Green Gables” de sua avó.

### 1.ª Temporada
No Rotten Tomatoes, tem uma taxa de aprovação de 83% com base em 29 críticas. O consenso crítico do site declara: "Anne with an E usa seu caráter central complexo para oferecer um toque ousado e emocionalmente ressonante no material de origem clássico que satisfaz por si só." A série recebeu uma classificação de 79 no Metacritic com base em quinze revisões, indicando "revisões geralmente favoráveis".

Emily Ashby, escrevendo para Common Sense Media, chama a série de uma interpretação "excepcional" e "espetacular", dando-lhe quatro de cinco estrelas. Tasha Cerny, colaboradora do Tracking Board, elogia a cinematografia como exuberante e colorida, os personagens vibrantes e o enredo "surpreendentemente emocionante para uma história sobre uma jovem que vivia em uma pequena comunidade isolada no final do século XIX. Eu ri, eu chorei, e eu também não esperava isso acontecer com uma série sobre uma garotinha". Gwen Inhat do The A.V. Club chama a série de "ao mesmo tempo mais sombrio e doce do que o original", elogiando o elenco principal, reservando o máximo para a protagonista da série:
Amybeth McNulty desafia sua juventude com uma atuação que é menos uma representação de Anne do que uma possessão absoluta. Não deve ser fácil fazer a linguagem extravagante de Anne cantar do jeito que ela faz, e McNulty captura a estranheza cativante que permite a Anne conquistar todos com quem ela entra em contato.
Escrevendo o episódio de estreia de 90 minutos para o Toronto Star, Johanna Schneller gostou das saídas de Walley-Beckett do romance, trazendo seu subtexto à tona: "Lendo nas entrelinhas do romance e adicionando verossimilhança, ela nos dá vislumbres rápidos, mas potentes das misérias que muitos órfãos enfrentaram na cultura imperialista de 1890". Hanh Nguyen, revisando a série para o IndieWire, concorda com esta avaliação, dizendo:
Em vez de estragar a série, eles fornecem o contexto de por que Anne ficaria cheia de gratidão pelas belezas da natureza, pela decência humana básica e por ter uma família para chamar de sua. Montgomery baseou grande parte da necessidade de Anne de escapar para a imaginação em sua própria infância solitária, e suas histórias sempre tiveram uma pungência subjacente que as tornava ainda mais doces.
Jen Chaney, escrevendo para a Vulture.com, concorda, dizendo: "O que o distingue de outras iterações anteriores de Anne é sua disposição de endurecer um pouco da suavidade da história, apenas o suficiente, para criar um elemento de realismo que peças de época, relacionadas com Gables ou não, pode estar inclinado a evitar". Neil Genzlinger escrevendo para o The New York Times, comentando sobre relatos de escuridão e coragem, também elogia a produção:" A Anne da Sra. McNulty ainda é maravilhosamente entusiasmada e eminentemente simpática; ela simplesmente não a figura unidimensional de outras adaptações". Annie Hirschlag, escrevendo para o Mic, sugere que uma Anne genuinamente contemporânea está fadada a refletir a paisagem televisiva atual e a cultura mais ampla de sua época (os anos 2010): "Já que o entretenimento de hoje está repleto de anti-heróis — personagens que estão longe de ser perfeitos, mesmo ocasionalmente vilões — faz sentido que o idealismo familiar de Anne seja cercado de escuridão e agonia".
Alguns críticos foram mais ambivalentes, principalmente sobre as mudanças de Walley-Beckett na história. A romancista canadense Saleema Nawaz, que revisou o primeiro episódio de 90 minutos para o Toronto Life, disse que gostou mais do que esperava, principalmente dos cenários e figurinos, bem como das performances de McNulty e Thomson, e aprovou a escolha de música tema como reflexo da relevância contínua do material de origem. Ela estava menos certa sobre o quão longe a série pretendia se afastar desse material original, e desaprovou o "drama manufaturado, como a cavalgada de cavalo selvagem de Matthew". Escrevendo para o Entertainment Weekly, Isabella Beidenharn expressou sentimentos semelhantes, mas, "deixando o material original de lado, é um bom programa por si só", e ela admitiu que "inventar um lado negro pode ajudar Anne with an E se encaixar no cenário da TV de hoje". Allison Keene, que escreve para a Collider, concorda que Anne é um bom drama em seus próprios termos, mas permite que seja "apenas uma adaptação justa" do romance, no seu melhor nas cenas domésticas: "Anne with an E é inegavelmente o máximo da adaptação estilosa que já vimos de Anne of Green Gables. Mas seu desejo de revelar mais sobre o passado miserável de Anne para ser mais fiel ao desespero de uma órfã está em desacordo com a história de Montgomery". Para a Variety, a crítica Sonia Saraiya é ainda mais ambivalente, descrevendo a série como, por um lado, "uma adaptação brilhante" que "teve um sucesso admirável", mas, por outro lado, "o programa não consegue sustentar o brilho, desviando primeiro para território piegas e, em seguida, para o estranhamente meloso enquanto testa seu tom", argumentando que "a série fica um pouco atolada em contar a história da disfunção de Anne", apresentando "uma visão ligeiramente ensaboada das provações e tribulações de Anne que às vezes realmente humanizá-la e nos outros, são bastante infantilização".
Sarah Larson, escrevendo para o The New Yorker, não ficou nada impressionada com as mudanças feitas na história, argumentando que elas alteram o caráter de Anne ao ponto do não reconhecimento. Embora ela reconheça que trazer subtexto para o primeiro plano é uma boa ideia, ela não está satisfeita com a execução, dizendo que o resultado é parte "a Anne que conhecemos e amamos" e parte "desconhecida não confiável", chamando a alteração e adição de cenas uma "traição" do romance de Montgomery, comparando o tratamento desfavoravelmente à adaptação de Patricia Rozema de 1999 de Mansfield Park, de Jane Austen. Laura Finch, escrevendo para a "World", concorda, dizendo: "... apesar de alguns dos temas feministas positivos encontrados aqui (como se as meninas devem ou não ir à escola), muitas vezes é difícil encontrar a Anne original em meio a tantas histórias estranhas." Para Joanna Robinson, escrevendo para a Vanity Fair, um problema central com a série é que "parece pensar que, para Anne ser uma figura feminista, ela tem que se confrontar com um patriarcado cheio de espantalhos," e assim transformou muitos dos personagens masculinos em misóginos, mais notavelmente o reverendo Allan, que é considerado por Anne um "espírito semelhante" no livro: "Anne with an E parece pensar que os triunfos de Anne só são notáveis se ela continuamente lhe disser que não terá sucesso, quando na verdade seu brilho irrestrito não precisa de uma oposição tão desajeitada. Também parece pensar que Anne precisa de uma transformação feminista radical quando, na verdade, a história de seu sucesso era feminista por si só." Isso é parte de um problema mais geral que Robinson observa, que os conflitos são exagerados e excessivos: "esta série prospera em tragédias ininterruptas".

### 2.ª Temporada
No Rotten Tomatoes, a 2ª temporada tem uma taxa de aprovação de 83% com base em 8 críticas, com uma classificação média de 8/10. Hanh Nguyen escreve que apesar dos "períodos de melancolia e turbulência, esta temporada parece mais enérgica e subsequentemente mais leve por causa do ritmo mais rápido. Também é mais confortável em sua pele e lida com o humor em suas situações cotidianas habilmente enquanto também se diverte". Allison Keene, apesar de suas dúvidas sobre a divergência da primeira temporada do romance original, diz que cresceu com ela; ela aprova a "grande mudança de tom" da segunda temporada e como, ao se afastar dos livros e expandir o mundo, "também se move em direção à excelência". Por outro lado, Heather Hogan, que "odiou" a primeira temporada por razões semelhantes em sua revisão da primeira temporada, e apesar de amar a agora aberta "homossexualidade" da segunda temporada, no entanto, conclui sua revisão assim: "Anne with an E continua a usar personagens calçados em 2018 para explicar raça, gênero e sexualidade para as pessoas na Ilha do Príncipe Eduardo em 1908, como uma forma de explicar essas coisas para as pessoas que assistiam televisão na internet em 2018. É desajeitado e estranho e às vezes embaraçoso. Às vezes, o diálogo parece ter sido escrito em uma língua estranha e executado pelo Google Tradutor. O drama é tão exagerado que é ridículo. Os personagens permanecem irreconhecíveis".
Meghan O'Keefe, que ficou "encantada" com a primeira temporada, está "perplexa" com as escolhas de novas histórias da segunda temporada: "Não sou tão purista a ponto de precisar de adaptações para a TV para atingir cada compasso de um romance, mas acho que a televisão feita para famílias deve entender qual é sua própria filosofia central. Embora os instintos de Walley-Beckett sejam bons, acho que esta série está muito enamorada de suas armadilhas da escuridão para perceber que Anne of Green Gables resistiu tanto tempo porque as pessoas amam a pequena especificidade da vida dos personagens. Modificar esses detalhes para uma TV mais vistosa dilui a história." A autora Amy Glynn diz "é angustiante porque é uma bobagem hipócrita visualmente adorável e incrivelmente bem atuada".

### 3.ª Temporada
No Rotten Tomatoes, a 3ª temporada tem três críticas positivas (de três). Apesar da série ter sido inesperadamente cancelada, Alici Rengifo descobre que ela termina com uma nota adequada, levando Anne a um ponto de "crescimento real"; o final é "tudo sobre como a vida realmente continua". Shannon Campe lamentou: "É difícil não sentir que a série estava terminando assim que começou a encontrar sua voz" mesmo que atrapalhe algumas de suas mensagens "amigáveis para crianças" sobre racismo e outras questões. Rengifo agradece as "muitas pequenas reviravoltas, jornadas e uma vasta gama de personagens" da temporada final.
É uma pena que esse programa tenha que acabar, ele tem um estilo clássico que remete a livros como Little Women, enquanto atualiza o tom para os espectadores contemporâneos que poderiam se divertir muito tendo algumas lições de vida ao longo do caminho. Anne fará falta, espero que ela tenha herdeiros.

### Prêmios e indicações
| Ano  | Prêmio                 | Categoria                                       | Indicação            | Resultado | Ref    |
| ---- | ---------------------- | ----------------------------------------------- | -------------------- | --------- | ------ |
| 2018 | Canadian Screen Awards | Melhor Atriz em Série Dramática                 | Amybeth McNulty      | Indicado  | [ 87 ] |
| 2018 | Canadian Screen Awards | Melhor Série Dramática                          | Anne with an E       | Venceu    | [ 88 ] |
| 2018 | Canadian Screen Awards | Melhor Ator Coadjuvante em Série Dramática      | R. H. Thompson       | Venceu    | [ 88 ] |
| 2018 | Canadian Screen Awards | Melhor Atriz Coadjuvante em Série Dramática     | Geraldine James      | Indicado  | [ 88 ] |
| 2018 | Canadian Screen Awards | Melhor Participação Especial em Série Dramática | Deborah Glover       | Indicado  | [ 88 ] |
| 2018 | Canadian Screen Awards | Melhor Direção em Série Dramática               | Helen Shaver         | Indicado  | [ 88 ] |
| 2018 | Canadian Screen Awards | Melhor Direção em Série Dramática               | Niki Caro            | Indicado  | [ 88 ] |
| 2018 | Canadian Screen Awards | Melhor Roteiro em Série Dramática               | Moira Walley-Beckett | Indicado  | [ 88 ] |
| 2018 | Teen Choice Awards     | Melhor Programa de Televisão                    | Anne with an E       | Indicado  | [ 89 ] |
| 2019 | ACTRA Toronto Awards   | Melhor Performance Feminina                     | Amybeth McNulty      | Venceu    | [ 90 ] |
| 2019 | GLAAD Media Award      | Melhor Programa Infantil ou Familiar            | Anne with an E       | Indicado  | [ 91 ] |
| 2019 | Canadian Screen Awards | Melhor Série Dramática                          | Anne with an E       | Venceu    | [ 88 ] |
| 2019 | Canadian Screen Awards | Melhor Atriz em Série Dramática                 | Amybeth McNulty      | Venceu    | [ 88 ] |
| 2019 | Canadian Screen Awards | Melhor Atriz Coadjuvante em Série Dramática     | Geraldine James      | Venceu    | [ 88 ] |
| 2019 | Canadian Screen Awards | Melhor Ator Coadjuvante em Série Dramática      | R. H. Thompson       | Venceu    | [ 88 ] |
| 2019 | Canadian Screen Awards | Melhor Direção em Série Dramática               | Helen Shaver         | Indicado  | [ 88 ] |
| 2019 | Canadian Screen Awards | Melhor Roteiro em Série Dramática               | Kathryn Borel        | Indicado  | [ 88 ] |
| 2019 | Canadian Screen Awards | Melhor Participação Especial em Série Dramática | Dalmar Abuzeid       | Indicado  | [ 88 ] |
| 2020 | ACTRA Toronto Awards   | Melhor Performance Feminina                     | Cara Ricketts        | Venceu    | [ 92 ] |
| 2020 | ACTRA Toronto Awards   | Melhor Performance Masculina                    | Dalmar Abuzeid       | Venceu    | [ 92 ] |
| 2020 | ACTRA Toronto Awards   | Melhor Performance Masculina                    | Araya Mengesha       | Indicado  | [ 93 ] |

## Dublagem
| Ator/Atriz           | Personagem                                                                                    | Dublador(a)                                                                                   |
| Elenco Principal     | Elenco Principal                                                                              | Elenco Principal                                                                              |
| -------------------- | --------------------------------------------------------------------------------------------- | --------------------------------------------------------------------------------------------- |
| Amybeth McNulty      | Anne Shirley                                                                                  | Michele Giudice                                                                               |
| Geraldine James      | Marilla Cuthbert                                                                              | Rosana Beltrame                                                                               |
| R.H. Thomson         | Matthew Cuthbert                                                                              | Mauro Ramos                                                                                   |
| Dalila Bela          | Diana Barry                                                                                   | Luiza Porto                                                                                   |
| Aymeric Jett Montaz  | Jerry Baynard                                                                                 | Lucas Gama                                                                                    |
| Lucas Jade Zumann    | Gilbert Blythe                                                                                | Enrico Espada                                                                                 |
| Corrine Koslo        | Sra. Rachel Lynde                                                                             | Suzete Piloto                                                                                 |
| Créditos da Dublagem |                                                                                               |                                                                                               |
| Estúdio de Dublagem  | Tempo Filmes (1ª Temporada)/ UniDub (2ª Temporada)/ Vox Mundi (3ª Temporada)                  | Tempo Filmes (1ª Temporada)/ UniDub (2ª Temporada)/ Vox Mundi (3ª Temporada)                  |
| Tradução             | Marcelo Nunes (1ª Temporada)/ Gustavo Almeida (2ª Temporada)/ Leila Freire (3ª temporada)     | Marcelo Nunes (1ª Temporada)/ Gustavo Almeida (2ª Temporada)/ Leila Freire (3ª temporada)     |
| Direção de Dublagem  | Claudia Victoria (1ª Temporada)/ Wellington Lima (2ª Temporada)/ Flora Paulita (3ª Temporada) | Claudia Victoria (1ª Temporada)/ Wellington Lima (2ª Temporada)/ Flora Paulita (3ª Temporada) |